# 石川龍也
石川龍也（日语：／ Ishikawa Tatsuya；1979年12月25日—），日本職業足球員，日本20歲以下足球代表隊成員。

## 俱乐部生涯
2002年，石川龍也在鹿島鹿角开始足球生涯。2006年转会至東京綠茵，2007年转会至山形山神。

## 日本國家足球隊
石川龍也参加了1999年世界青年錦標賽。

## 外部連結
- （日語）J.League Data Site （页面存档备份，存于）